# Gerrit Blankers 't Hooft
Gerret Blankers (Gerrit) 't Hooft (Veen, 3 februari 1840 - Aalsmeerderbuurt, 12 juli 1933) was een Nederlandse landbouwer en politicus.

## Familie
't Hooft (ook: Blankers 't Hooft) was een zoon van Arie 't Hooft (1810-1868), landbouwer en gemeenteraadslid, en Segrina Blankers (1813-1858). Hij trouwde met zijn nicht Segrina Blankers. 't Hooft was een broer van Pieter Cornelis 't Hooft (1849-1921), lid van de Eerste en Tweede Kamer.

## Loopbaan
't Hooft was landbouwer op Segrina's Hoeve onder Rijsenhout. Rond 1901 liet hij het woonhuis bij de boerderij vervangen door een herenhuis, dat later de naam Rijsenhof kreeg.
Hij was bestuurlijk en, als lid van de Anti-Revolutionaire Partij, politiek actief. Hij was gemeenteraadslid (1868-1917), als opvolger van zijn vader, en wethouder (1915-1916) van Haarlemmermeer. Van 16 mei 1894 tot 17 september 1901 was 't Hooft lid van de Tweede Kamer der Staten-Generaal. Hij sprak slechts zelden in de Tweede Kamer; hij voerde onder meer een aantal malen het woord over onderwerpen met betrekking tot paarden (begrotingsartikelen begroting Landbouw). In 1896 stemde hij tegen de ontwerp-Kieswet van Samuel van Houten. Van 9 augustus 1897 tot juli 1907 was hij lid van Provinciale Staten van Noord-Holland.
Hij overleed in 1933, op 93-jarige leeftijd, en werd begraven in Hoofddorp.
- Biografisch Portaal: 06985089
- Parlement.com: vg09ll1sjgvl